# جورج باين (أكاديمي)
جورج باين (بالإنجليزية: George Bain)‏ هو أكاديمي بريطاني، ولد في 24 فبراير 1939 في وينيبيغ في كندا.